# 札幌臨床検査センター
札幌臨床検査センター株式会社（さっぽろりんしょうけんさセンター）は、北海道札幌市中央区に本社を置く臨床検査の受託代行や調剤薬局（ノルデン薬局、ウェルネス薬局など）を運営する企業である。

## 沿革
- 1965年9月 - 札幌臨床検査センター株式会社を設立。
- 1994年5月 - 調剤薬局事業に進出。
- 1996年4月9日 - 株式を店頭公開（現在のJASDAQ）。
- 2010年12月14日 - 札幌証券取引所に上場。
- 2021年5月 - 札幌市中央区北3条西18丁目に移転[2]。